# Robert Estermann
Robert Estermann (* 29. April 1970 in Sursee) ist ein Schweizer bildender Künstler (Installationen, Zeichnungen, Aktionskunst, Skulpturen und Videos).
Estermann studierte 1992 bis 1997 an der École nationale supérieure des beaux-arts in Paris und war 1999 bis 2001 Stipendiat an der Jan van Eyck Academie in Maastricht. Seit 2008 hat er einen Lehrauftrag am Lehrstuhl für Architektur und Kunst der ETH Zürich.
Er lebt und arbeitet in Zürich und Berlin.

## Auszeichnungen (Auswahl)
- 2012 – Werkbeitrag des Kantons Zürich
- 2009 – Eidgenössischer Preis für freie Kunst, Bern
- 2007 – Manor Kunstpreis Luzern[2]
- 2007 – Eidgenössischer Preis für freie Kunst, Bern
- 2007 – Werkbeitrag des Kantons Zürich
- 2005 – Eidgenössischer Preis für freie Kunst, Bern
- 2005 – Preis der Jury, Preis der Innerschweizer Kantone, Kunstmuseum Luzern
- 2005 – Werkbeitrag des Kantons Zürich

## Ausstellungen

### Einzelausstellungen (Auswahl)
- 2014 – well, Zürich[3]
- 2013 – Kim Kim Gallery @ Daegu Art Factory, Daegu, South Korea[4]

- 2013 – Kim Kim Gallery @ Corner Art Space, Seoul, South Korea[5]

- 2011 – Art Public, Collins Park, South Beach, Miami, USA[6]
- 2011 – Hilfiker Kunstprojekte, Luzern[7]
- 2010 – (les halles) espace d’art contemporain, Porrentruy[8]
- 2010 – Agnès b.'s, Hong Kong[9]
- 2009 – Hilfiker Kunstprojekte, Luzern[10]
- 2008 – Galerie du Jour agnès b., Paris[11]
- 2007 – Kunstmuseum Luzern[12]
- 2002 – Galerie du Jour agnès b., Paris
- 2000 – Galerie du Forum Saint-Eustache, Paris

### Gruppenausstellungen (Museen, Auswahl)
- 2016 – Dimensione Disegno. Posizione Contemporanee, Villa dei Cedri, Bellinzona[13]
- 2015 – They Printed It, Kunsthalle Zürich[14]
- 2015 – Überzeichnen, Kunsthaus Baselland, Muttenz, Switzerland[15]
- 2015 – Regards sur la collection d'agnès b., Lille Métropole Musée d’art moderne, Villeneuve d’Ascq, France[16]
- 2014 – unter einem Dach, Kunsthaus Zofingen, Switzerland[17]
- 2013 – Das neue Fleisch, After the Butcher, Berlin[18]
- 2013 – Move and Still, Kim Kim Gallery @ Corner Art Space @ Daegu Art Factory, Daegu, South Korea[4]
- 2011 – Môtiers 2011 – Art en plein air, Môtiers, Switzerland[19]
- 2011 – Max von Moos – gesehen von Peter Roesch, Christian Kathriner & Robert Estermann, Kunstmuseum Luzern[20]
- 2011 – Voici un Dessin Suisse 1990–2010, Aargauer Kunsthaus[21]
- 2011 – In Erster Linie, Kunstmuseum Solothurn[22]
- 2010 – Voici un Dessin Suisse 1990–2010, Musée Rath, Genf[23]
- 2009 – Sammeln Verpflichtet, Kunstmuseum Solothurn[24]
- 2007 – Top of Central Switzerland, Kunstmuseum Luzern[25]
- 2006 – Heimatflimmern, Brandenburgischer Kunstverein, Potsdam
- 2004 – 11th Biennial of Visual Arts VALUES, Gallery of Contemporary Art, Pančevo, Serbien[26]
- 2001 – UNLIMITED.NL#4, De Appel Foundation, Amsterdam[27]
- 2001 – The air palpably thickens …, MARRES centrum beeldende kunst, Maastricht
- 1999 – Drawing a Line, Total Museum of Contemporary Art, Seoul

## Öffentliche Sammlungen
Schweiz
- Kunstmuseum Luzern
- Kunstmuseum Solothurn
- Sammlung Hoffmann-La Roche, Basel
- Stadt Zürich
- Kanton Zürich

Frankreich
- Collection Agnès b., Paris

Niederlande
- MARRES centrum beeldende kunst, Maastricht

Korea
- Total Open-Air Museum, Jangheung

## Publikationen (Auswahl)
- Dimensione Disegno, Posizioni Contemporanee, Hrsg. von Museo Civico Villa dei Cedri, Edizioni Sottoscala, Bellinzona 2016, ISBN 978-88-95471-28-0
- ÜBERZEICHNEN. Von Basel aus., Hrsg. Kunsthaus Baselland, Edition Fink, Zürich 2015, ISBN 978-3-03746-189-1
- Es gibt keinen Ort ausserhalb des Bildes. There is no place outside the picture. Hrsg. von Christl Mudrak und Robert Estermann, Caustic Window, Seoul 2014, ISBN 978-89-956464-7-2
- Stille Post, Hrsg. Niklaus Oberholzer, Edizioni Periferia, Luzern 2013, ISBN 978-3-906016-27-6

- Môtiers 2011 – Art en Plei Airt en plein air Art Môtiers, Môtiers 2011[28]
- Voici un dessin suisse – Swiss Drawings 1990–2010. Ringier, 2010, ISBN 978-3-03764-100-2 (englische Ausgabe), ISBN 978-3-03764-101-9 (französische Ausgabe), ISBN 978-3-03764-102-6 (deutsche Ausgabe).
- Edition 5 Erstfeld. Hrsg. von Ruth Nyffeler, Jürg Nyffeler, Barbara Zürcher, edition pudelundpinscher, Erstfeld 2010, ISBN 978-3-9523273-8-8.
- Robert Estermann, Modern Beach Design. Caustic Window, Seoul 2009, ISBN 978-89-956464-4-1.
- Robert Estermann, Pleasure, Habeas Corpus, Motoricity. The Great Western Possible. Hrsg. von Susanne Neubauer, Kunstmuseum Luzern, Edition Fink, Zürich, 2007, ISBN 978-3-03746-105-1.
- 11th Biennial of Visual Arts VALUES. Gallery of Contemporary Art, Pančevo 2004, ISSN 1451-804X.
- UNLIMITED.NL#4. Hrsg. von Edna van Duyn, De Appel Foundation, Amsterdam 2001, ISBN 90-73501-54-7.

## Texte

### Interviews
- Robert Estermann, Christl Mudrak: Robert Estermann, Christl Mudrak und Rest, Es gibt keinen Ort ausserhalb des Bildes, Caustic Window, Seoul, 2014.[29]

- Niklaus Oberholzer im Gespräch mit Robert Estermann: Meine politische Haltung ist genau das, was ich mit der Kunst mache – dieses Ausnützen der Freiheit., Stille Post, Edizioni Periferia, Luzern / Poschiavo, 2013[30]

- Robert Estermann, Mirjam Breu: Vierzig Jugendliche als lebendige Skulptur. Radio DRS1, Regionaljournal Zentralschweiz, Luzern, 7. Februar 2009.[31]
- Robert Estermann, Hans-Ulrich Obrist: Tout est important – Hans-Ulrich Obrist parle avec Robert Estermann very yellow plane – mercredi 4 septembre 2002, CD audio, 40’, Édition Galerie du Jour agnès b., Paris, 2002.

### Sekundärtexte (Auswahl)
- Clemens Krümmel: ESTA MAÑANA. In: ÜBERZEICHNEN. Katalog Kunsthaus Baselland, 2015, Zurich, S. 49–50, 69–71.[32][33]
- Niklaus Oberholzer im Gespräch mit Robert Estermann: Meine politische Haltung ist genau das, was ich mit der Kunst mache – dieses Ausnützen der Freiheit. In: Stille Post, Edizioni Periferia, Luzern / Poschiavo, 2013, S. 178–183.[30]
- Niklaus Oberholzer: Drei Künstler blicken auf Max von Moos. In: Kunst-Bulletin. 5.2011, Zurich, S. 58–59.[34]
- Annelise Zwez: Robert Estermann. monografischer Artikel In: Kunst-Bulletin. 7/8.2010, Zurich, S. 56.[35]
- Urs Bugmann: Zeichnungen sind Ausbrüche des Denkens. monografischer Artikel In: Neue Luzerner Zeitung. 30. September 2009, Luzern, S. 11.
- Urs Bugmann: Die Kunst gibt dem Leben eine Projektionsfläche. monografischer Artikel In: Neue Luzerner Zeitung. 9. Februar 2009, Luzern, S. 11.
- Susanne Neubauer: Robert Estermann zur Einführung. In: Robert Estermann, Katalog Kunstmuseum Luzern, 2007, S. 5–7. (dt./engl.)
- Adrian Lucas: Drawing Desire, or How I Feel Much Better Today Than Tomorrow. In: Robert Estermann. Katalog Kunstmuseum Luzern, 2007, S. 21–24. (engl./dt.)
- Daniel Kurjakovic: Uneigentliche Politik. In: Robert Estermann. Katalog Kunstmuseum Luzern, 2007, S. 43–52. (dt./engl.)
- Elisabeth Lebovici: Robert Estermann, Blue Rider. In: Robert Estermann. Katalog Kunstmuseum Luzern, 2007, S. 71–76. (fr./engl.)
- Niklaus Oberholzer: Luzern: Robert Estermann im Kunstmuseum. monografischer Artikel In: Kunstbulletin, Mai 2007, Zürich, S. 71.[36]
- In der Mausfalle. monografischer Artikel In: Neue Zürcher Zeitung. 31. März 2007, Zürich, S. 52.
- Urs Bugmann: Ich biete Reibungsflächen. monografischer Artikel In: Neue Luzerner Zeitung. 21. März 2007, Luzern, S. 43.
- Kati Moser: Der Pfahlbauer. monografischer Artikel In: Schweizer Illustrierte. 20. Februar 2007, Zürich, S. 75–76.
- Sue Golding: Four Horses, Four Boys and the Techne of Line Drawing, monografischer Artikel in: D ( Is For Drawing ), International Magazine On Contemporary Drawing, N° 1, Juni 2004, Ed. Yane Calovski, Maastricht
- Elisabeth Lebovici: 20. Internationale Kritiker-Umfrage. In: art-das Kunstmagazin. Januar 2001, Hamburg, S. 46–47.[37]